# Joodse begraafplaats (Heusden)
De Joodse begraafplaats van Heusden in de Nederlandse provincie Noord-Brabant bevindt zich aan de Grotestraat van het naburige gehucht Heesbeen.
In de middeleeuwen woonden er al Joden in Heusden, maar de vorming van een echte Joodse gemeenschap begon pas in 1838. In eerste instantie werden de doden begraven in Zaltbommel en vanaf 1839 werd de Joodse begraafplaats van Vught gebruikt. De eigen Joodse begraafplaats van Heusden werd in 1865 in gebruik genomen.
Er zijn negentien hele grafstenen bewaard gebleven, alsmede een aantal brokken. Het is hierbij niet duidelijk of het gaat om één of om meerdere graven. Het aantal begravenen is dus ten minste twintig.
De begraafplaats, dat de status van rijksmonument heeft, is vrij toegankelijk. Het beheer berust bij de plaatselijke overheid.